# 林康
林康是巴西圣保罗州的一个市镇。总面积313.422平方公里，总人口10429人，人口密度33.3人/平方公里。